# Cà de' Bonavogli
Ca' de' Bonavogli è una frazione del comune italiano di Derovere.

## Storia
Ca' de' Bonavogli è un piccolo centro abitato di antica origine.
In età napoleonica (1810) il comune di Ca' de' Bonavogli fu soppresso e aggregato al limitrofo comune di Pieve San Giacomo, recuperando l'autonomia nel 1816, in seguito all'istituzione del Regno Lombardo-Veneto.
Nel 1823 incorporò Cà de' Cervi su decreto del governo austriaco.
All'Unità d'Italia (1861) Ca' de' Bonavogli contava 553 abitanti.
Il comune di Ca' de' Bonavogli venne soppresso nel 1868 e aggregato al comune di Derovere.